# Hubert Selby
Hubert "Cubby" Selby Jr. (ur. 23 lipca 1928 w Nowym Jorku, zm. 26 kwietnia 2004 w Los Angeles) – amerykański pisarz, autor powieści, także scenarzysta.

## Twórczość
- Last Exit to Brooklyn (1964, wyd. polskie Piekielny Brooklyn, 2009, ISBN 978-83-609-7912-9)
- The Room (1971)
- The Demon (1976)
- Requiem for a Dream (1978, wyd. polskie Requiem dla snu, 2010, ISBN 978-83-60979-16-7)
- Song of the Silent Snow (1986)
- The Willow Tree (1998)
- Waiting Period (2002)